# Bathyplectes
Bathyplectes zijn een geslacht van insecten die behoren tot de familie van de gewone sluipwespen (Ichneumonidae).

## Soorten
- B. algericus (Smits van Burgst, 1913)
- B. anura (Thomson, 1887)
- B. anurus (Thomson, 1887)
- B. aspergus Dbar, 1985
- B. balearicus (Kriechbaumer, 1894)
- B. balteatus (Thomson, 1887)
- B. brevitor Aubert, 1974
- B. bryanti (Viereck, 1925)
- B. carinatus Horstmann, 1974
- B. carthaginiensis (Smits van Burgst, 1913)
- B. cingulatus (Brischke, 1880)
- B. clypearis (Horstmann, 1974)
- B. crassicornis Horstmann, 1977
- B. crassifemoralis Uchida, 1942
- B. curculionis (Thomson, 1887)
- B. exiguus (Gravenhorst, 1829)
- B. glacialis Jussila, 2006
- B. immolator (Gravenhorst, 1829)
- B. incisus Horstmann, 1974
- B. infernalis (Gravenhorst, 1820)
- B. longigena Horstmann, 1980
- B. nigridens (Horstmann, 1980)
- B. quinqueangularis (Ratzeburg, 1852)
- B. rostratus (Thomson, 1887)
- B. rufigaster Horstmann, 1977
- B. rufipes Horstmann, 1974
- B. rufiventrator Aubert, 1979
- B. sessilis (Provancher, 1875)
- B. stenostigma (Thomson, 1887)
- B. tesquicola (Dbar, 1983)
- B. tibiator (Gravenhorst, 1820)
- B. xanthostigma (Szepligeti, 1901)